# Свети Никола (Белица)
Вижте пояснителната страница за други значения на Свети Никола.
„Свети Никола“ или „Света Троица“ (на македонска литературна норма: „Свети Никола“) е късносредновековна църква в поречкото село Долна Белица, Северна Македония. Църквата е част от Кичевското архиерейско наместничество на Дебърско-Кичевската епархия на Македонската православна църква – Охридска архиепископия.
Изградена е в XVI век. Представлява малък еднокорабен храм. Обявена е за паметник на културата.